# Qendër
Qendër – miejscowość w południowo-zachodniej części Albanii, w okręgu Wlora.